# Д’Ункер, Карл
Карл Д’Ункер (9 февраля 1828 — 24 марта 1866) — шведский художник, в основном мастер жанровой живописи. Учился живописи в немецком Дюссельдорфе.
Сын норвежского солдата и шведской подданной. Сам тоже сначала избрал военную карьеру. Недолго был даже шведским королевским гвардейцем. Однако затем оставил армию в пользу живописи и уехал в Германию. Брак с состоятельной невестой позволил ему не заботиться о материальном достатке и посвятить себя рисованию. От неё у художника родился сын.
С 1861 года из-за проблем с правой рукой был вынужден рисовать левой.